# Juan Tépano
Juan Tepano Rano 'a Veri 'Amo, né le 4 mars 1867 et mort le 8 novembre 1947, est un chef Rapa Nui de l'Île de Pâques. Il sert d'informateur privilégié pour les universitaires euro-américains qui y effectuent des expéditions. Il est le maillon principal pour l'étude de la culture et de l'histoire de l'île.

## Biographie

### Famille
Il est né le 4 mars 1867  et de descendance Rapa Nui pure,. Son père est Iovani Rano,. Il est élevé par sa grand-mère (parfois appelée sa mère) Veri 'Amo (ou Veriamo), née en 1830 et décédée en 1936 et qui se souvient encore de l'époque où les insulaires étaient capables de réciter l'écriture Rongorongo,,,.
Initialement nommé Tepano Rano, il adopte le prénom Juan qu'on lui donnait au Chili et son nom de baptême Tepano (Stephen) comme nom de famille,. Il est du clan Tupahotu tandis que sa grand-mère est du clan Ureohei.

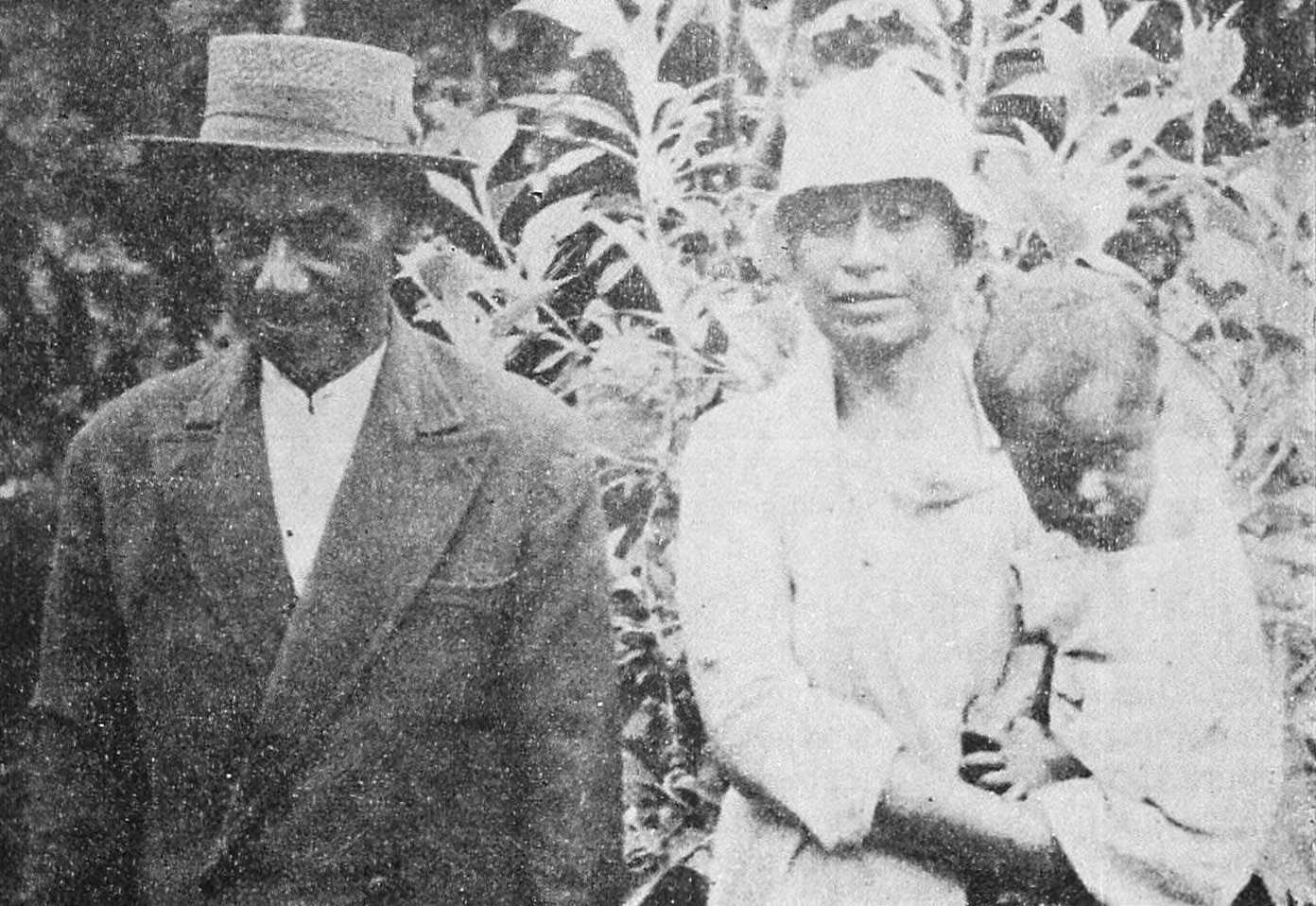
Juan Tepano, son épouse María 'Aifiti Engepito Ika Tetono et leur fils

Vers 1900, Juan Tepano épouse María 'Aifiti Engepito Ika Tetono, fille du roi Enrique Ika et membre du clan Miru,.

### Parcours au Chili
Juan accompagne le dernier ariki (roi) Riro Kainga à Valparaíso à la fin de 1898 ou au début de 1899 pour exprimer ses griefs auprès du gouvernement chilien, qui avait annexé l'Île en 1897, contre la société Enrique Merlet qui possède une grande partie des terres exploitées. Lui et deux autres soldats Rapa Nui se rendent au Chili pour rejoindre le régiment Maipo de l'armée chilienne. La délégation est accueillie par les hommes de Merlet, Jeffries et Alfredo Rodríguez, dans une taverne locale où le roi est incité à boire beaucoup. Le roi est invité à loger chez Rodríguez tandis que Juan et les soldats dorment dans leur caserne. Le lendemain, ils sont informés que le roi est mort d'une intoxication alcoolique. Merlet affirme que le jeune roi s'est saoulé jusqu'à la mort tandis que la tradition orale de Rapa Nui affirme qu'il est empoisonné sur ordre de Merlet alors qu'il est à l'hôpital,,,.
L'anthropologue américain Grant McCall a mis en doute son service militaire, notant : « Il y a une histoire absurde selon laquelle il aurait servi dans le régiment Maipo de l'armée chilienne pendant la guerre du Pacifique ».

### Retour sur l'Île de Pâques

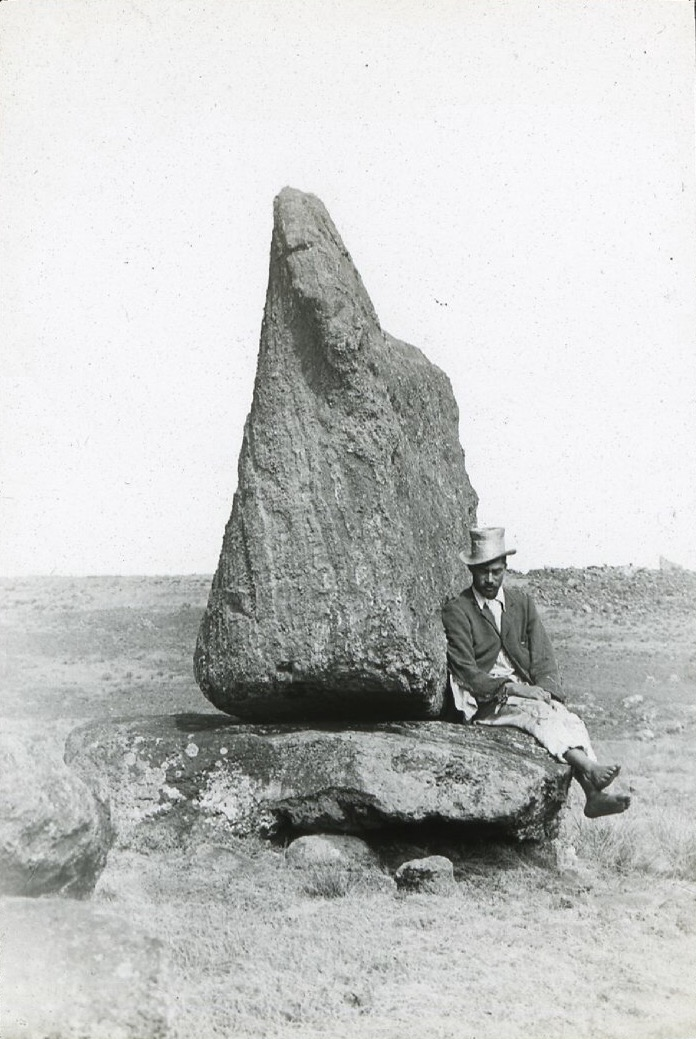
Juan Tepano assis à côté d'un moai brisé à Ahu Tongariki

En 1901, Juan Tepano revient sur l'île de Pâques après avoir servi dans l'armée chilienne. Il est nommé par Henry Percy Edmunds, directeur de l'entreprise coloniale chilienne subdelegado marítimo, comme cacique, ou chef de village en 1902. Il deviendra le médiateur de la communauté indigène de Hanga Roa et de la base de l'entreprise à Mataveri,. Les officiers de la corvette navale chilienne General Baquedano tentent plus tard de le proclamer « roi » en avril 1911, mais aucun des insulaires – y compris Juan lui-même – ne prend la cérémonie au sérieux,.
Tepano est l'un des informateurs et traducteur de l'anthropologue anglaise Katherine Routledge lors de son expédition Mana de 1914 à 1915 sur l'île de Pâques,. Il maîtrise l'anglais pidgin et parle un mélange d'espagnol, d'anglais, de tahitien et de rapa nui. Katherine tente d'apprendre le Rongorongo auprès de Tepano et des insulaires plus âgés, mais Tepano admet plus tard qu'il ne savait pas le lire et que la plupart des autres résidents plus âgés ne détenaient qu'une connaissance indirecte de l'écriture mystérieuse. Il est noté qu'il a également des difficultés à comprendre le vieux Rapa Nui (la langue non contaminée parlée par l'ancienne génération) ,,.
Il devient également l'un des informateurs de l'anthropologue suisse Alfred Métraux, qui visite l'île entre 1934 et 1935.
Juan Tepano meurt le 8 novembre 1947  à l'âge de 80 ans.